# Torneo Ciudad de Barcelona
El Torneo Ciudad de Barcelona es un torneo de tenis extinguido para jugadores profesionales masculinos que era considerado uno de los mejores challengers del ATP. El evento se celebró anualmente en Barcelona, desde 1993 hasta 2006 en tierra batida.

## Finales

### Categoría individuales
| Año  | Campeón                 | Finalista           | Puntuación    |
| ---- | ----------------------- | ------------------- | ------------- |
| 1993 | Jonas Svensson          | Federico Sánchez    | 6-4, 7-5      |
| 1994 | Alberto Berasategui     | Carl-Uwe Steeb      | 6-3, 7-5      |
| 1995 | Jordi Burillo           | Carlos Moyà         | 6-3, 6-3      |
| 1996 | Marcelo Filippini       | Dominik Hrbatý      | 6-4, 6-4      |
| 1997 | Carlos Costa            | Juan Antonio Marín  | 6-1, 6-4      |
| 1998 | Fernando Vicente        | Jan Frode Andersen  | 6-3, 6-3      |
| 1999 | Fernando Vicente        | Sargis Sargsian     | 6-2, 1-6, 6-2 |
| 2000 | Albert Portas           | Óscar Serrano       | 3-6, 6-4, 6-3 |
| 2001 | Konstantinos Economidis | Nicolas Coutelot    | 7-6(4), 6-1   |
| 2002 | Rubén Ramírez Hidalgo   | Albert Portas       | 4-6, 6-4, 6-1 |
| 2003 | Albert Portas           | Albert Montañés     | 6-4, 6-4      |
| 2004 | Stanislas Wawrinka      | Kristof Vliegen     | 6-4, 6-3      |
| 2005 | Sergio Roitman          | Teimuraz Gabashvili | 6-2, 6-3      |
| 2006 | Marcel Granollers-Pujol | Óscar Hernández     | 6-4, 6-1      |

### Categoría dobles
| Year | Champion                                      | Runner-up                             | Score             |
| ---- | --------------------------------------------- | ------------------------------------- | ----------------- |
| 1993 | Jordi Burillo Sergio Casal                    | Maurice Ruah Mario Tabares            | 6-2, 4-6, 6-1     |
| 1994 | Sergio Casal Emilio Sánchez                   | Francisco Clavet Àlex Corretja        | 6-2, 7-5          |
| 1995 | Luis Lobo Javier Sánchez                      | José Antonio Conde Nuno Marques       | 6-4, 6-7(6), 6-4  |
| 1996 | Luis Lobo Javier Sánchez                      | Nicolás Lapentti Fabrice Santoro      | ABD (sin ganador) |
| 1997 | Tamer El Sawy Nuno Marques                    | Dinu Pescariu Davide Sanguinetti      | 6-1, 6-2          |
| 1998 | José Antonio Conde Javier Sánchez             | Massimo Bertolini Cristian Brandi     | 4-6, 6-4, 6-3     |
| 1999 | Eduardo Nicolás Germán Puentes                | Alberto Martín Javier Sánchez         | 7-6(1), 7-6(5)    |
| 2000 | Tomás Carbonell Albert Portas                 | Marcus Hilpert Jens Knippschild       | 5-7, 6-1, 6-4     |
| 2001 | Juan Ignacio Carrasco Álex López Morón        | František Čermák David Škoch          | 6-4, 6-1          |
| 2002 | Emilio Benfele Álvarez Mariano Hood           | Karsten Braasch Peter Nyborg          | 6-4, 6-4          |
| 2003 | Juan Ignacio Carrasco Mariano Delfino         | Enzo Artoni Sergio Roitman            | 7-5, 6-3          |
| 2004 | Emilio Benfele Álvarez Gabriel Trujillo-Soler | Ignacio González King Diego Moyano    | 4-6, 6-3, 6-4     |
| 2005 | Óscar Hernández Gabriel Trujillo-Soler        | Álex López Morón Albert Portas        | 7-5, 6-4          |
| 2006 | Tomas Behrend Flavio Cipolla                  | Pablo Andújar Marcel Granollers-Pujol | 6-3, 6-2          |

- Datos: Q3678724